# بازوویتسا
بازوویتسا (به لاتین: Bazovitsa) یک منطقهٔ مسکونی در بلغارستان است که در شهرستان ترکلیانو واقع شده‌است.